# جوردان شارني
جوردان شارني (بالإنجليزية: Jordan Charney)‏ مواليد 1 أبريل 1937 في بروكلين، نيويورك، الولايات المتحدة، هو ممثل أمريكي بدأ مسيرته الفنية سنة 1964. امتدت مسيرته الفنية لأكثر من 43 عاما.

## الأعمال
- المشفى
- شبكة
- صائدو الأشباح

## روابط خارجية
- جوردان شارني على موقع IMDb (الإنجليزية)
- جوردان شارني على موقع قاعدة بيانات برودواي على الإنترنت (الإنجليزية)
- جوردان شارني على موقع ديسكوغز (الإنجليزية)
- جوردان شارني على موقع قاعدة بيانات الفيلم (الإنجليزية)